# Kyujitai
Kyujitai, literalmente caracteres antigos (Shinjitai: 旧字体; Kyūjitai: 舊字體), são as formas tradicionais do kanji, caracteres chineses escritos usados na língua japonesa. Suas contrapartes simplificadas são os shinjitai, caracteres novos. Alguns dos caracteres simplificados surgiram há vários séculos e eram usados no dia-a-dia tanto na China quanto no Japão, apesar de eles serem considerados deselegantes, às vezes rudes. Após a Segunda Guerra Mundial, os caracteres simplificados foram oficializados em ambos os países. Entretanto, no Japão foram feitas simplificações menos drásticas e em menor quantidade: por exemplo, elétrico ainda é escrito como 電 no Japão, mas foi simplificado para 电 na China continental. Antes da promulgação da lista do Toyo kanji em 1947, o kyujitai era conhecido como seiji (正字; significando "caracteres próprios, corretos") ou seijitai (正字體). Mesmo depois de o kyujitai ser oficialmente definido para descontinuação com a promulgação da lista Toyo kanji, eles eram usados com frequência na década de 1950 devido aos atrasos logísticos na atualização dos equipamentos de imprensa. O kyujitai continua em uso nos dias de hoje porque, quando o governo adotou as formas simplificadas, ele não baniu as formas tradicionais. Assim, os caracteres tradicionais são usados quando o autor deseja o seu uso e a editora consente.
Ao contrário da República Popular da China, onde todos os nomes de pessoas consistem de caracteres simplificados (em oposição a Taiwan e Hong Kong, onde a forma tradicional ainda é usada), os kyujitai ainda são tolerados nos nomes de pessoas no Japão (ver Lista dos kanjis tradicionais tolerados em nomes). Baseado nesse princípio, as grafias do kyujitai e do shinjitai de personagens históricos podem ser intercambiavéis para o japonês moderno.